# Mota’ain
Mota’ain (Motaain, Mota Ain, Mota’in) ist ein Dorf in Osttimor, das sich um den wichtigsten, offiziellen Grenzübergang zum indonesischen Westtimor herum gruppiert.

## Geographie
Mota’ain liegt im Suco Batugade (Verwaltungsamt Balibo, Gemeinde Bobonaro). Von Mota’ain aus sind es Richtung Osten 2,5 km nach Batugade und 115 km zur Landeshauptstadt Dili. Nach Westen sind es 9 km zum indonesischen Ort Atapupu und 25 km nach Atambua.
Die Grenze zwischen den beiden Ländern bildet hier der kleiner Fluss Acodato, der bei Mota’ain in die Sawusee mündet und dem der Ort seinen Namen verdankt. Mota bedeutet in der Landessprache Tetum „Fluss“ und Mota’ain „unterer Flusslauf“ oder „Flussmündung“. Auch die Siedlung auf der indonesischen Seite heißt Mota’ain.
Im Ort befindet sich ein Hubschrauberlandeplatz sowie Posten der osttimoresischen Einwanderungsbehörde und der Grenzpolizei (UPF).

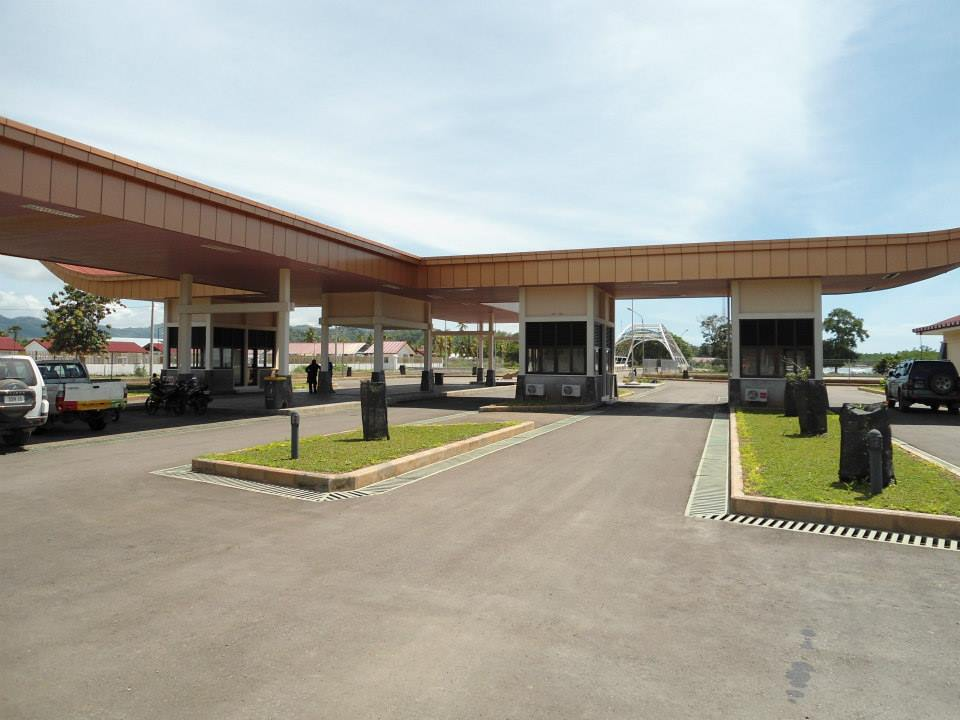
Osttimoresischer Grenzposten in Mota’ain (2012)
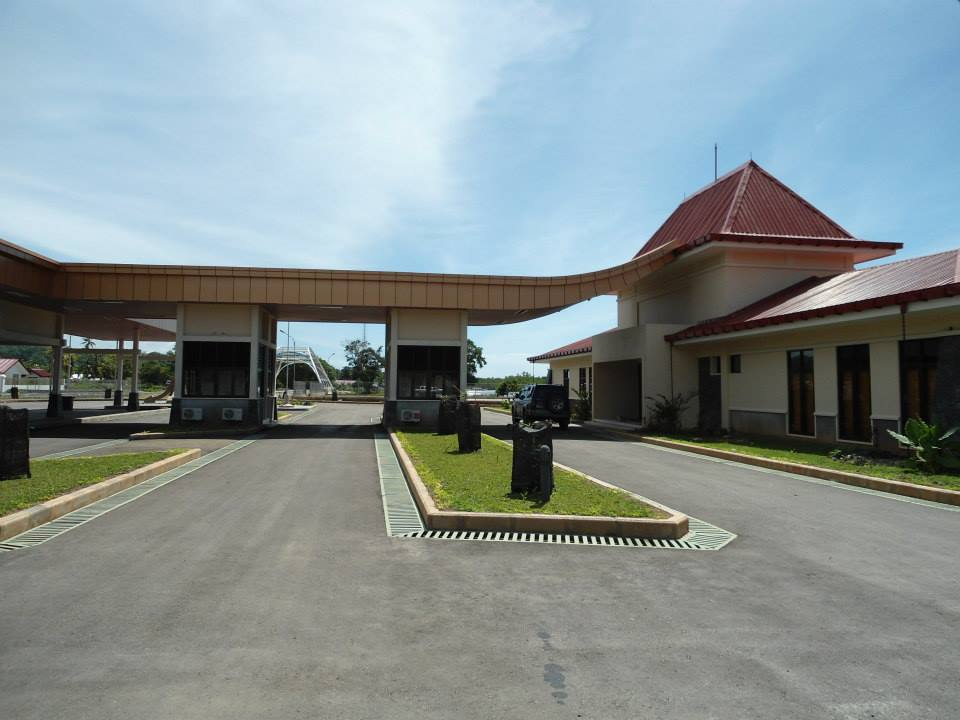
Osttimoresischer Grenzposten in Mota’ain (2012)
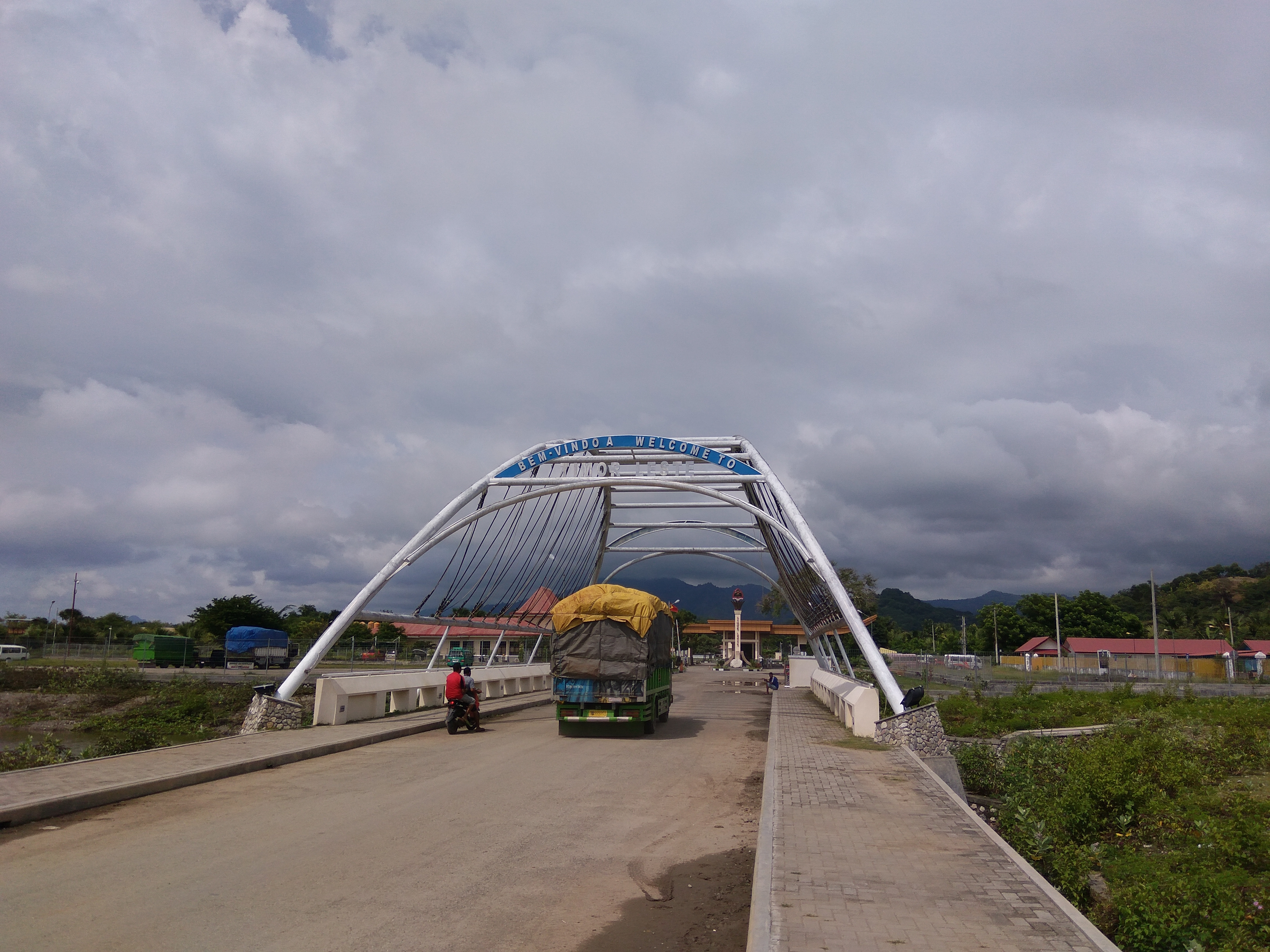
Brücke in Mota’ain („Willkommen in Osttimor“)

## Geschichte

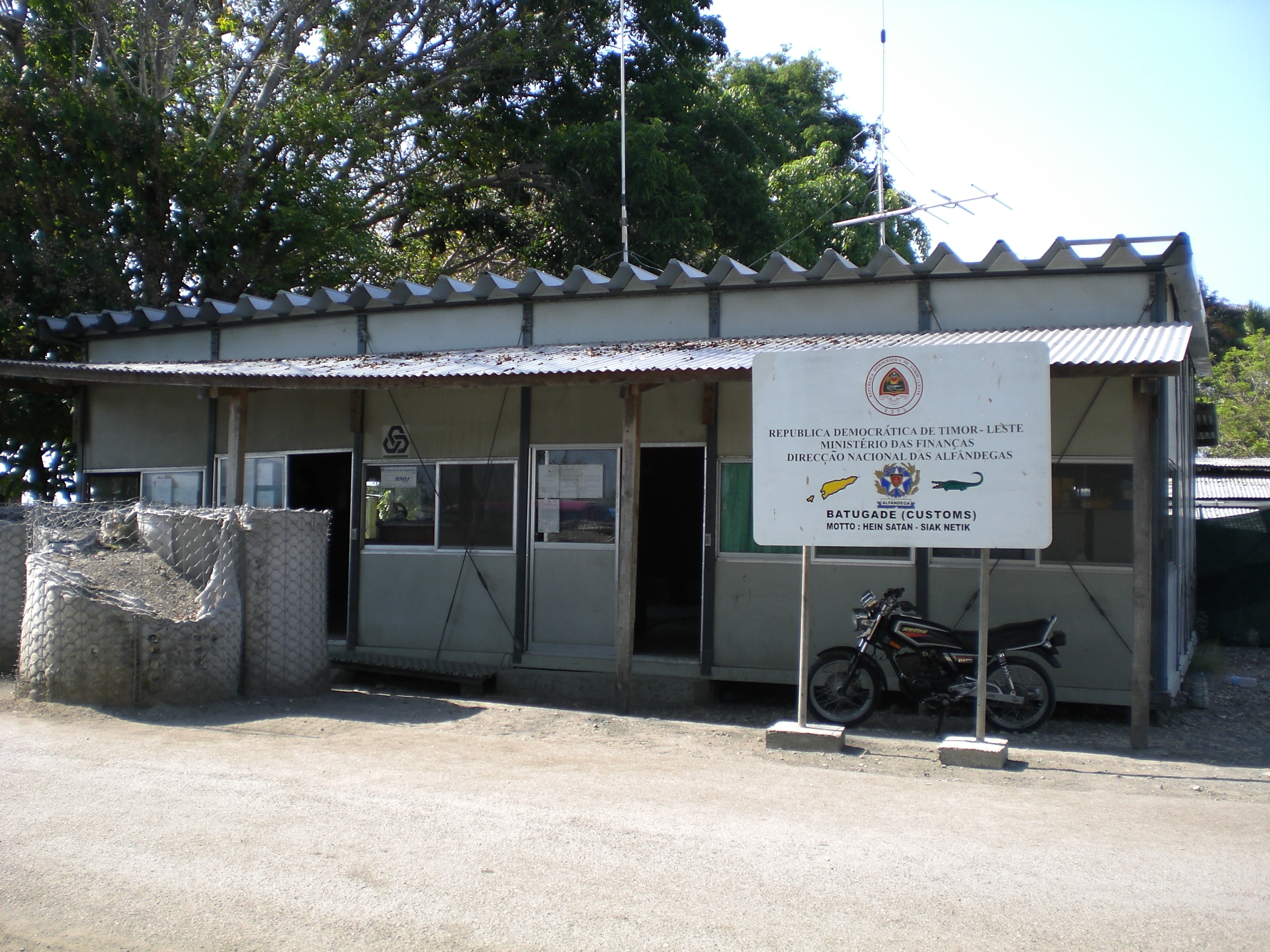
Osttimoresischer Grenzposten in Mota’ain (2009)

Am 30. August 2005, drei Jahre nach der Unabhängigkeit Osttimors, legten die Außenminister beider Nachbarländer in Mota’ain den ersten offiziellen Grenzstein.